# Protección solar
En Arquitectura se habla de protección solar para referirse al efecto del sol y la capacidad de regular la temperatura en el interior de locales habitables. Indistintamente necesita protegerse del sol una superficie vidriada o una superficie opaca. En cada caso será sensiblemente diferente el modo en que el calor del sol se transmitirá al interior del local.

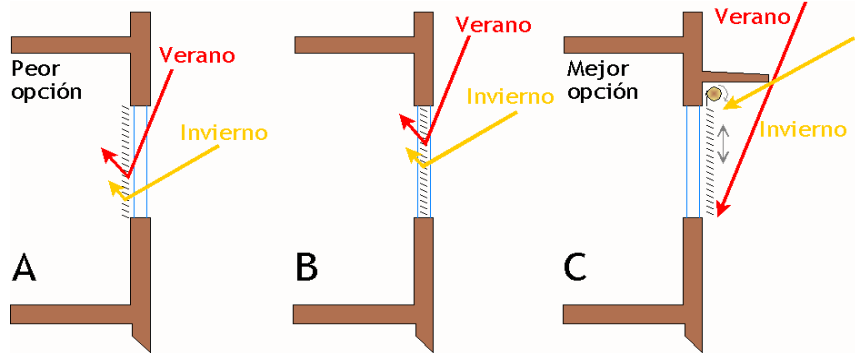
Mejores disposiciones de una protección solar para una ventana.

## Protección solar de superficies vidriadas
En el caso de superficies vidriadas o simplemente ventanas la radiación solar llegará a la superficie del exterior del vidrio y en condiciones generales medias el 86% continuará por el interior del local hasta encontrar una superficie opaca. Dependiendo de su color parte de absorberá y parte se reflejará. La parte absorbida calentará la masa del elemento y luego de calentada irradiará calor en el espectro infrarrojo, ya no visible al ojo humano.

### Ubicación de la protección solar
La protección solar puede ubicarse indistintamente en el interior del local para evitar el ingreso de la radiación solar, en el espacio entre dos vidrios en cierto tipo de ventanas o el exterior.
Para una misma ventana orientada hacia el mediodía y dependiendo de la ubicación de la protección solar la temperatura no será la misma dentro de una habitación.
| Temperatura en °C        | Sin protección | Ubicación protección solar | Ubicación protección solar | Ubicación protección solar |
| Temperatura en °C        | Sin protección | interior                   | entre vidrios              | exterior                   |
| en la habitación         | 30             | 26                         | 24                         | 20                         |
| en interior vidrio       | 28             | 36                         | 35                         | 20                         |
| en espacio entre vidrios | 32             | 33                         | 45                         | 20                         |
| en el exterior           | 20             | 20                         | 20                         | 20                         |

La tabla muestra los cambios en las temperaturas en diversos puntos para una temperatura exterior constante, en función de donde se ubique la protección solar.

### Tipos de protección solar
Se entiende por protección solar a cualquier dispositivo fijo o móvil que impida total o parcialmente el ingreso de la radiación solar al interior de un local o habitación. Tendremos así: persianas, cortinas de enrollar, postigos, postigones, pantallas parasol, toldos, balcones y saledizos, entre otros.
Cada uno de estos tendrá la capacidad de frenar en parte el paso de los rayos del sol y es usual el uso de un factor para determinar dicha capacidad. 
- Factor de protección solar - Fps (Norma Americana Ashrae)
- Factor de exposición solar - Fes (Norma Argentina IRAM 11659-1)
- Factor solar - F (Norma Española NBE-CT-79)

- - vidrio ordinario: F = 0,86
  - con protección interior: F = 0,50 a 0,65
  - con protección exterior: F = 0,05 a 0,25

### El Factor Solar
El factor solar es pequeño cuando la protección solar es opaca y de tonalidad clara. Si la protección solar no es opaca y permite parcialmente el paso de la radiación solar el valor del factor solar F aumenta.
{\displaystyle F={\frac {\alpha \ K}{h_{e}}}\!}
donde:
- {\displaystyle \alpha \!} = factor de absorción solar del vidrio combinado con el parasol vertical y siendo función de todos los elementos que intervienen en la eficacia del parasol (color, emisividad, ventilación, resistencia térmica, separación)
- {\displaystyle K} = coeficiente global de transmisión del vidrio.
- {\displaystyle h_{e}} = coeficiente superficial de transmisión del vidrio

## Protección solar de superficies opacas
En el caso de superficies opacas se recibe el 100% de la radiación y en función del color, parte se absorbe y parte se refleja. La parte absorbida comienza a calentar la masa y el calor viaja por esta por conducción para luego irradiar en el infrarrojo el interior del local y elevar su temperatura.
Esto que puede ser beneficioso en un clima frío o en el período frío del año en cualquier sitio de la tierra, se vuelve perjudicial en climas cálidos o en el período cálido. Esto ya que tiende a sobrecalentar el interior de los locales por sobre los niveles de confort higrotérmico.
Es en estas condiciones que se hace necesaria una protección solar.